# آشنانمایی

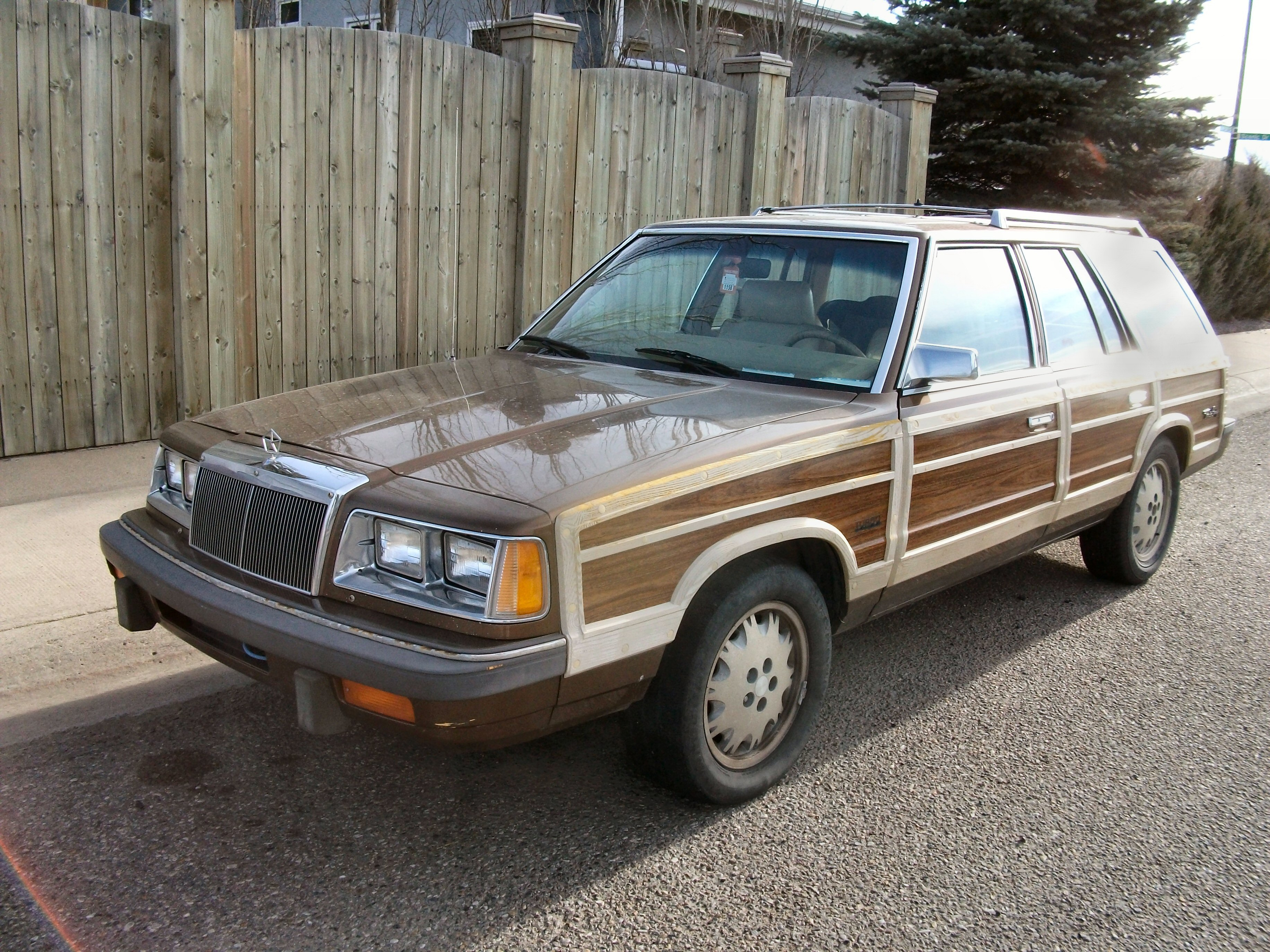
کرایسلر لبارون با طرح مصنوعی چوب.

آشنانمایی یا اسکئومورفیسم (Skeuomorphism) یک سبک طراحی است که در آن هنگام طراحی اشیا از مواد یا اشکال دیگری تقلید می‌شود، بدون اینکه این کار توجیه کاربردی داشته باشد. این نوع طراحی بیشتر برای آن انجام می‌شود که موارد آشنا برای کاربران در طراحی گنجانده شود. برای نمونه برخی نرم‌افزارهای تقویم، برای آشنانمایی، ظاهر یک تقویم رومیزی کاغذی را تقلید می‌کنند.
مبلمان ساخته شده از چرم مصنوعی، روکش پلاستیکی که میز یا داشبورد را شبیه چوب می‌کند، درزهای برجسته روی کفه‌های لاستیکی، یا اشیاء پلاستیکی یک تکه با میخ‌پرچ‌های ساختگی از دیگر نمونه‌های آشنانمایی است.

رابط کاربری یک کمپرسور صدا

در طراحی رابط کاربری گرافیکی نرم‌افزاری، اسکیومورفیسم برای ایجاد آشنایی از طریق نمایش واقعی شی اصلی به کار می‌رود. به عنوان مثال، کلاسورهای حلقه در یک دفترچه یادداشت مجازی، تا کردن یک صفحه روی صفحه، یا دکمه‌ها و لغزنده‌های روی سینت سایزرهای نرم‌افزار، کنسول‌های ترکیبی و ماشین‌حساب.
نقطه مقابل آشنانمایی، طراحی تختاست که با سبک طراحی تجاری و انتزاعی مشخص می‌شود. از زمان معرفی آی‌اواس ۷ اپل، ظاهر این اشیا به سمت طراحی تخت گرایش پیدا کرده‌است، درحالی که آی‌اواس و موارد پیش از آن، از طرح‌های آشنانما زیاد استفاده می‌کردند، مانند ماشین‌حساب، برنامه یادداشت‌ها با برگ‌های پاره‌شده یا گیم سنتر با نمد سبز.

## اسکیومورفیسم در باستان‌شناسی و معماری
باستان‌شناسان و معماران، هنگام بررسی آثار کهن باستانی، مثلاً معابد روم و یونان، با پدیدهٔ جالبی روبه‌رو بوده‌اند: اجزایی که هیچ کارکرد خاصی ندارند. حتی نمی‌شود وجود آن‌ها را صرفاً با «زیبایی» توجیه کرد.
امروز تقریباً مطمئن هستیم که علت وجود چنین قطعاتی چیست. چشم مردم سال‌های سال به سازه‌های چوبی عادت کرده بوده و پس از این که چوب از سازه‌ها حذف شد، معماران هنوز المان‌هایی شبیه المان‌های سازه‌های چوبی را در بناها به کار می‌بردند. این مکعب‌ها، شبیه انتهای تیرچه‌های چوبی ساخته شده‌اند. این کار به بیننده «حس آشنایی» می‌داد و اطمینان او را بیشتر جلب می‌کرد.
مصداق دیگر اسکیومورفیسم را در طراحی خودروهای نخستین می‌بینید. این خودروها تا حد امکان شبیه کالسکه‌های قدیمی طراحی می‌شدند. این خودرو بنز را که در سال ۱۸۹۷ با توان شگفت‌انگیز ۱۰ اسب بخار طراحی و عرضه شده ببینید.

## کاربردهای اسکیومورفیسم
اسکیومورفیسم در طراحی رابط کاربری دیجیتال به عنوان یک الگوی طراحی محبوب استفاده می‌شود و کاربردهای متنوعی دارد. در زیر به برخی از کاربردهای اسکیومورفیسم اشاره می‌کنیم:
- طراحی اپلیکیشن‌های موبایل

اسکیومورفیسم به خوبی برای طراحی رابط کاربری اپلیکیشن‌های موبایل مناسب است. به عنوان مثال، در اپلیکیشن موسیقی Spotify، از اسکیومورفیسم برای طراحی دکمه‌های پخش، توقف و پرش استفاده شده است.
- طراحی وب‌سایت

اسکیومورفیسم همچنین در طراحی رابط کاربری وب‌سایت‌ها به کار می‌رود. به عنوان مثال، در وب‌سایت فروشگاهی Amazon، از اسکیومورفیسم برای طراحی دکمه‌های اضافه کردن به سبد خرید، پرداخت و مشاهده جزئیات محصول استفاده شده است.
- طراحی برنامه‌های کاربردی

اسکیومورفیسم در طراحی رابط کاربری برنامه‌های کاربردی نیز کاربرد دارد. به عنوان مثال، در برنامه ارتباطی Telegram، از اسکیومورفیسم برای طراحی دکمه‌های ارسال پیام و تغییر تنظیمات استفاده شده است.
- طراحی بازی‌های دیجیتال

اسکیومورفیسم در طراحی رابط کاربری بازی‌های دیجیتال هم به کار می‌رود. به عنوان مثال، در بازی Candy Crush، از اسکیومورفیسم برای طراحی دکمه‌های بازی و نوار پیشرفت استفاده شده است.
- طراحی دستگاه‌های الکترونیکی

اسکیومورفیسم در طراحی دستگاه‌های الکترونیکی هم مورد استفاده قرار می‌گیرد. به عنوان مثال در دستگاه‌های فروش خودکار قهوه از طراحی اسکیومورفیسم استفاده شده است و لیوان‌هایی مشابه لیوان‌های انواع قهوه شبیه‌سازی شده است.